# Heinz-Paul Adolff
Heinz-Paul Adolff (29 de junho de 1914 - 17 de julho de 1944) foi um oficial alemão que serviu na Luftwaffe durante a Segunda Guerra Mundial. Foi condecorado com a Cruz de Cavaleiro da Cruz de Ferro.

## Carreira

### Patentes
| Leutnant der Reserve     | 1 de maio de 1939      |
| Oberleutnant der Reserve | 2 de julho de 1941     |
| Hauptmann der Reserve    | 25 de janeiro de 1943  |
| Major der Reserve        | 18 de novembro de 1943 |

### Condecorações
| Fallschirmschützenabzeichen        |                     |
| Cruz de Ferro 2ª Classe (1939)     | 2 de junho de 1940  |
| Cruz de Ferro 1ª Classe (1939)     | 27 de junho de 1940 |
| Medalha da Frente Oriental         |                     |
| Cruz Germânica em Ouro             | 19 de março de 1942 |
| Cruz de Cavaleiro da Cruz de Ferro | 26 de março de 1944 |